# Plotone
Il plotone è una delle unità militari terrestri di minor dimensione.
È costituito da un numero variabile di persone in funzione della composizione delle squadre. È normalmente comandato da un maresciallo. Assolve a specifiche funzioni nell'ambito dei reparti. Nel caso di specialità d'arma particolari (genio, artiglieria, trasporti, ecc.) viene aggregato ad unità di livello superiore come unità di supporto.
Più plotoni formano una compagnia.